# Dietro le cinque tracce
Dietro le cinque tracce è il primo EP solista registrato da Kiave, mc dei Migliori Colori. L'EP è uscito nel 2005, pubblicato dall'etichetta indipendente Vibrarecords.

## Tracce
1. C.S.2 (Colonne Sonore), DJ Impro
2. Schierati (Feat. Franco)
3. Cerco (Oirartnoc La)
4. Allarme
5. Entra Ora!
6. Cerco Rmx